# Тимелія-куцохвіст
Тимелія-куцохвіст (Pnoepyga) — рід горобцеподібних птахів, єдиний у родині Pnoepygidae. Включає 5 видів.

## Таксономія
Традиційно рід відносили до родини тимелієвих (Timaliidae). Проте у 2013 році, на основі генетичних досліджень, рід виокремили у монотипову родину Pnoepygidae.

## Поширення
Рід поширений у Південній та Південно-Східній Азії від Гімалаїв і Тайваню до Тимору.

## Види
- Тимелія-куцохвіст велика[4] (Pnoepyga albiventer)
- Тимелія-куцохвіст тайванська[4] (Pnoepyga formosana)
- Тимелія-куцохвіст непальська[4] (Pnoepyga immaculata)
- Тимелія-куцохвіст китайська (Pnoepyga mutica)
- Тимелія-куцохвіст мала[4] (Pnoepyga pusilla)